# Исторически музей (Брацигово)
Историческият музей в Брацигово, България се намира в старинната част на града.
Той е център на оформилия се музеен комплекс, който включва още:
- родната къща на Васил Петлешков – на улица „Д. Дименов“ № 5;
- Поповите къщи – експозицията на Брациговската архитектурна школа през Възраждането на площад „Костур“ № 4;
- Къневите къщи – етнографската експозиция на площад „Костур“ № 10.

## История
За първи път историческа сбирка в града е открита на 5 ноември 1988 година и се е помещавала в сградата на тогавашното начално училище. По-късно сбирката е пренесена в отделно помещение в сградата на градския съвет и получава статут на исторически музей. От 1956 след откриването на дом–паметника на културата, историческият музей се помещава в две от залите на втория му етаж и има възможност да покаже по-голяма част от експонатите си.

## Експозиции
В експозицията се дават сведения за възникването на селището, за неговия поминък, както и за духовното израстване на жителите му. Централно място заемат подготовката, избухването и ходът на Априлското въстание в Брациговски въстанически пункт. Между оригиналите, останали от величавите борби на априлци – пушки, ятагани, пищови и др., особено вълнуват черешовото топче, единственото оригинално в България и знамето на въстаниците, ушито от учителката Ана Гиздова.
Следват експонати, свързани с революционните борби и участието на населението в тях. Експозицията завършва с материали за успехите в развитието на Брацигово и общината днес.
От 2009 г. към Градски исторически музей функционира постоянна експозиция на художествената галерия съдържаща произведения на известни български творци.
Къща на Васил Петлешков
През 1976 г. отваря врати експозицията в родната къща на Васил Петлешков. Тя разкрива живота и дейността на организатора и ръководителя на Априлското въстание в Брациговския въстанически пункт.
„Брациговска архитектурно-строителна школа през Възраждането“
Открита е през 1981 година в комплекса „Попови къщи“ и е посветена на брациговските дюлгери. От 2010 г. към Архитектурен комплекс „Попови къщи“ функционира и постоянната скулптурна експозиция на открито на световноизвестния професор Крум Дамянов.
Етнографска експозиция
В „Къневи къщи“ които са архитектурен паметник на културата е разположена Етнографската експозиция. Тя е открита през 1986 г. и разкрива поминъка, бита и обичаите на населението на Брацигово и района.

## Туризъм
Музеят е под номер 70 в стоте национални туристически обекта на Българския туристически съюз, печатът е на касата.